# 赫尔曼·黑塞
赫尔曼·卡爾·黑塞（德語：Hermann Karl Hesse，德語：[ˈhɛʁman ˈhɛsə] ⓘ；1877年7月2日—1962年8月9日）是一位擁有德國、瑞士雙重公民權的诗人、小说家和畫家。著名作品包括《德米安：徬徨少年時》、《荒野之狼》、《流浪者之歌》和《玻璃珠遊戲》，每部作品都探索個人對真誠性、自我認知和靈性追求。1946年，他榮獲諾貝爾文學獎。

## 生平與作品
赫尔曼·卡尔·黑塞于1877年7月2日出生于德意志帝国符腾堡王国黑森林的小镇卡尔夫。 他的祖父母在新教基督教传教士协会巴塞尔传道会的赞助下在印度传教。 他的祖父赫尔曼·冈德特（Hermann Gundert）编纂了一部马拉雅拉姆语语法和一部马拉雅拉姆语-英语词典，还在南印度将圣经翻译成马拉雅拉姆语做出了贡献。 黑塞的母亲玛丽·冈德特（Marie Gundert）于1842年在南印度的这样一个传教所中出生。在描述自己的童年时，她说：“我不是一个快乐的孩子……”正如当时传教士中常见的那样，她被遗弃了。 当她的父母回到印度时，她被留在欧洲。 
黑塞的父亲约翰内斯·黑塞（Johannes Hesse）是一名医生的儿子，1847 年出生于俄罗斯帝国愛沙尼亞省魏森施泰因（今爱沙尼亚耶尔瓦县派德）。 约翰内斯·黑塞属于俄罗斯统治的波罗的海地区的波罗的海德意志少数民族：因此他的儿子赫尔曼出生时是德意志帝国和俄罗斯帝国的公民。 赫尔曼有五个兄弟姐妹，但其中两个在婴儿期就夭折了。 1873 年，黑森一家搬到了卡尔夫，约翰内斯在那里为 Calwer Verlagsverein 工作，这是一家专门出版神学文本和教科书的出版社。玛丽的父亲赫尔曼·冈德特（也是他孙子的同名）当时管理着这家出版社，约翰内斯·黑塞于 1893 年接任。
黑塞在一个斯瓦比亚虔诚教徒家庭长大，虔诚教徒倾向于将信徒隔离成小而深思熟虑的群体。 此外，黑塞将他父亲的波罗的海德国血统描述为他发展身份的“一个重要而有力的事实”。黑塞说，他的父亲“似乎总是一位非常有礼貌、非常陌生、孤独、鲜为人知的客人”。他父亲在爱沙尼亚的故事给年轻的赫尔曼灌输了一种截然不同的宗教意识。“[那是]一个非常快乐的世界，尽管它的基督教信仰是一个快乐的世界……我们最渴望的就是被允许看到这个爱沙尼亚……那里的生活是如此天堂般，如此丰富多彩和快乐。“ 赫尔曼·黑塞与施瓦本小资产阶级的疏远感在他与外祖母 Julie Gundert (née Dubois) 的关系中进一步加深，后者的法国-瑞士血统使她无法完全融入那种环境。
1891年，他遵照父母意願考入毛爾布龍隱修院，可是由於不堪忍受學校那種扼殺人個性的教育的摧殘，半年後即逃離學校。其實黑塞從小就是個早熟且神經質的孩子，他最早顯現出來的是自閉，到後來就產生了被害妄想的精神異狀，這也是他離開毛爾布龍隱修院的原因之一。此後他上過文科中學，當過機械廠學徒，還曾在蒂賓根和巴塞爾的書店和古玩店當過店員。在此期間，他一面攻讀歌德、席勒、狄更斯、易卜生、左拉等人的作品，一方面開始練習寫作。1899年，他自費出版了他的第一部詩集《浪漫之歌》，次年又出版了散文集《午夜後的一小時》。這兩部作品雖然使黑塞的文學才華初露端倪，但並未引起人們的注意。
1904年，黑塞的第一部長篇小說《彼得·卡門青》（又譯作《鄉愁》）出版，引起很大的迴響。使黑塞一舉成名，從此開始走上專業創作的道路。《鄉愁》發表後，黑塞結婚了，他娶了比他年長九歲的瑪麗亞，並且搬到鄉下小鎮，生了兩個孩子。
黑塞的第二部長篇小說《在輪下》（1906）是一部公開抨擊舊教育制度的小說。作品描寫的是一對性格迥異的少年朋友在神學院身心受到摧殘的故事，在連續出版了兩個短篇小說集《此生此世》（1907）和《鄰居》（1909）後，黑塞於1909年出版了長篇小說《蓋特露德》（又譯作《生命之歌》），作品以他反覆描寫的知識分子的「孤獨」為主題。1911年，黑塞對於在鄉下的日子感到無趣，所以他做了一次印度之行，這趟旅行長達八個月，也讓黑塞對印度和中國的哲學思想和古老文明產生了濃厚的興趣，後來發表的遊記《印度紀行》（1913）和長篇小說《流浪者之歌》（1922）就是此行的收穫。為了挽救與瑪麗亞的婚姻，在黑塞回國後他們便搬到瑞士去。1915年出版的《克努爾普》（又譯作《漂泊的靈魂》）由《初春》、《懷念克努爾普》和《結局》三篇連續性的小說組成，是黑塞著名的流浪漢體小說。
一戰後，由於受到戰爭影響，黑塞與瑪麗亞都經歷了精神崩潰，於是他們就離婚了；黑塞在此同時也藉由閱讀精神分析的文獻來改善自己的狀況，黑塞的創作發生明顯變化，其中，他對卡尔·荣格的分析心理学也產生了濃厚興趣，試圖從哲學、宗教和心理學方面來探索人類精神解放的途徑。這一時期的長篇小說有《德米安》（1919，又譯作《彷徨少年時》）、《流浪者之歌》（1922）、《荒原狼》（1927）和《納爾齊斯與歌爾德蒙》（又譯作《知識與愛情》））（1930）等。《荒原狼》一書因其深刻的心理分析、廣博的思想內容、離奇的情節和高超的藝術手法而產生了巨大的反響，被托馬斯·曼譽為「德國的《尤利西斯》」。
1923年，黑塞加入瑞士籍。從1931年起，他一直隱居於瑞士南部的提契諾州的蒙塔紐拉。三十年代後，法西斯在德國的猖獗使他對現代文明產生了更深的懷疑，但他仍不倦地從東西方的宗教與哲學中尋求理想的世界。晚年的兩部重要著作是《東方之行》（1932）和《玻璃球遊戲》（1943）。
1962年8月8日，黑塞在蒙塔紐拉的寓所聽完一首莫扎特的鋼琴協奏曲後與世長辭，享壽85歲。

## 家庭背景
黑塞祖父一支是来自波罗的海国家，黑塞的父亲约翰尼斯·黑塞出生在爱沙尼亚，拥有俄国国籍，后来作为传教士曾在印度传教，后因传教才入了瑞士籍。约翰尼斯·黑塞不适应印度的生活，染上疾病，返回德国，在卡尔夫担任赫尔曼·贡德尔特（即黑塞的外祖父）这个传教士和印度学者的助手，从事出版行业。贡德尔特的女儿玛丽（黑塞的母亲）在前夫去世后带着两个儿子返回娘家，结识了小她4岁的约翰尼斯并於1874年二披婚纱。婚后第三年生下小黑塞。黑塞的父亲知识渊博，聪慧过人，也具有很好的语言天赋，会说印地语、英语更是运用自如。母亲则很会唱歌并擅长讲故事。外祖母是瑞士人，会法语，而外祖父更是博学多才，会许多欧洲及亚洲语言，且有丰富藏书，黑塞很敬重、爱戴他的外祖父，长大后称外祖父为“印度的智者和魔术师”、是“全知者”。在如此家庭氛围中成长的黑塞，从小便接触到充满国际气息的人事物，家里也充满了异国情调，这使得黑塞从小就立下目标要成为他父母那样明朗、纯洁、胜人一筹、生活有条理的人。

## 主要作品
赫爾曼·黑塞是二十世紀德語文學中傑出的散文大師，他早期的作品常帶著淡淡的哀愁，他以抒情的筆調對人物進行真摯的內心解剖：進行直抒胸臆的心理刻劃，描繪青年人在徬徨苦悶中對人生的追求，凡此一切都激起了幾代青年人的共鳴，致使赫塞至今仍是在徬徨中追求的青年人們最受歡迎的作家之一，特別是在美國和日本。黑塞早期的作品雖然有自傳色彩，但黑塞並不刻意去寫真實的經歷，而是注重於寫「心靈」的自傳，即抒寫青少年時代經歷過的內心感受，憧憬未來和表達對現實的厭惡。在描寫童年、大自然、故鄉、友誼、愛情的時候，黑塞往往間插進許多對人生和經歷的見解、對社會的不滿和對人道主義理想的追求，以及在追求中的苦悶徬徨。這一切決定他的文筆與描寫的內容具有浪漫主義色彩。但是另一方面，在描寫對環境的不滿、對社會的厭惡，在描寫這個要求人人八面玲瓏的社會時，黑塞又帶著明顯的批判寫實主義傾向。他晚年的作品如《玻璃球遊戲》，則在批判現實的同時，更側重於用幻想的手法來表達他對未來的設想，從而把寫實主義和浪漫主義融合在一起。黑塞意欲在現代社會中，保存純德國式的內在性與浪漫主義傾向，但同時他深為陷在自我分裂所苦。
他的作品多以小市民生活为题材，表现对过去时代的留恋，也反映了同时期人们的一些绝望心情。「黑塞的作品不以情節曲折取勝，而是以展現內心衝突撼人。黑塞受弗洛伊德精神分析影響頗深，自己親受治療，他爐火純青地以剖白、夢境、幻想、隱喻、象徵、意識流各種技巧來凸現人的內心世界，令人擊節嘆賞。黑赫一生勤奮，重要作品有《車輪下》、《荒原狼》、《玻璃球遊戲》、《德米安》、《流浪者之歌》、《知識與愛》、《東方之旅》，以及《詩歌集》、《回憶錄》等。」(孟憲忠)
黑塞以《鄉愁》建立名氣，接著以《徬徨少年時》闡述自我的分裂與超越克服，之後的《流浪者之歌》、《荒原狼》等書相繼發表，終於完成巨作《玻璃球遊戲》。
赫爾曼·黑塞創作的道路表明，他的早期作品尚富有傳統的寫實主義色彩，但個人感情的主觀抒發在作品中也占有相當的份量；他的中期和後期作品則脫離了傳統的敘事風格，情節不再是現實的，而是幻想的、象徵的和神祕的。從內容上分析，黑塞對資本主義社會的文化墮落特別敏感，他著重描寫資本主義社會中的內心分裂與人的內省生活。黑塞在作品中一直追求內心的和諧平衡，在這方面，他受到了老莊哲學的影響。在二十世紀上半葉，黑塞避居於瑞士，埋首於沉思冥想，設計著「理想的人」和「未來的人」，因此他沒有直接書寫關於法西斯鬥爭的作品。

### 小说
- 《彼得·卡门青》或《鄉愁》（Peter Camenzind），1904 長篇小说[6]：此書是黑塞的成名之作，它奠定了黑塞作為作家的聲譽。這部小說以第一人稱的口吻敘述主角從幼兒到少年、少年到青年的探索與內心苦悶，以及他對人生意義的不斷追求。[3]
- 《車輪下》或《在轮下》（Unterm Rad），1906[7]
- 《盖特露德》（又译作《生命之歌》）（Gertrud），1910
- 《藝術家的命運》（Roßhalde）1914
- 《漂泊的靈魂》或《克努鲁普》（Knulp） 1915
- 《美麗的青春》（Schön ist die Jugend），1916
- 《徬徨少年時/德米安》（Demian），1919[8]：此書於第一次世界大戰後發表，黑塞重新加強了社會批判的色彩，而他在大戰後的創作中神祕主義色彩也明顯濃厚了起來了，作品內容上更趨晦澀難懂。黑塞在這部作品中進行了自我分析，他認為人應該「成為他自己」，這是社會環境所不應干涉的，這種人道主義本質顯然是一種「自我中心」的實踐。[3]

|  | 人們必須找到自己的夢，這樣一來，這條路就會變得輕鬆許多。不過，沒有一個夢可以永遠持續，每個夢都會被新的夢取代， 我們不可以想要緊抓任何一個夢。 |

- 《梅尔恩》（Märchen）1919，童话。
- 《克林索最後的夏季》（Klingsors letzter Sommer），1920
- 《流浪者之歌/悉達求道記》（Siddhartha），1922 長篇小說
- 《荒原狼》（Der Steppenwolf），1927長篇小说：這本1928年出版的小說反映黑塞在1920年代心靈所面臨的危機。黑塞在一九二六年曾接受心理治療。他的醫師是榮格的學生。這篇小說明顯受到榮格分析心理學的強烈影響。全書主題是容格式的心靈成長，稱為個性化（Individuation） 或自我實現（Self realization）。黑塞自己說過，他把這部小說看作是他「對資產階級生活方式最尖銳、最直接的拒絕」，是「時代的文獻」。[3]
- 《知識與愛情（另译为〈纳尔齐斯与歌尔德蒙〉）》（Narziß und Goldmund），1930 長篇小說
- 《東方之旅》（Die Morgenlandfahrt）1932，中篇小说
- 《小小世界》（Kleine Welt），1933，小说集
- 《寓言集》（Fabulierbuch）1935，寓言与短篇小说集
- 《玻璃球游戏》（Das Glasperlenspiel），1943 長篇小說：這部最後的長篇是含有對現代批判意味的教養小說，主角年老氣衰後之後，捨棄了純精神的世界，開始為現實服務，最後，實踐了歌德所謂「死而後成正果」的理論，為鮮活的青年學生世界殉身。全書美麗無比，是黑塞晚年功力最成熟的傑作。[4]
- 《園圃之歌》（Freude am Garten）

### 詩集
- 《浪漫之歌》（Romantische Lieder），1899年赫賽22歲時自費出版的第一本詩集。
- 《孤独者之歌》（Musik des Einsamen），1915年诗集。
- 《夜里的安慰》（Trost der Nacht）1929年诗集。

### 散文
- 《午夜后的一小时》（Eine Stunde hinter Mitternacht），1899
- 《印度之行》（Aus Indien），1913
- 《温泉疗养客》（Kurgast. Aufzeichnungen von einer Badener Kur）1925，疗养手记。
- 《纽伦堡之旅》（Die Nürnberger Reise）1927，游记
- 《回想录》（Gedenkblätter）1937年，1950年有增补版。
- 《堤契諾之歌》（Tessin: Betrachtungen, Gedichte und Aquarelle des Autors）散文集結集

### 繪畫
- 《流浪》（Wanderung）1920，随想录、诗与画合集。
- 《画家的故事》（Gedichte des Malers）1920，诗与画合集。

## 作品的中譯

### 繁體本
- 華生/譯，《春情曲》，台北市：讀者，1958年。
- 蘇念秋/譯，《流浪者之歌》，台北市：水牛， 1968年。
- 杜菁/譯，《荒野狼》，台南市：華明，1970年。
- 王家鴻/譯，《玻璃珠遊戲》，台北市：台灣商務印書館，1971年。
- 宣誠/譯，《心靈的歸宿－－車輪下》，台北市：志文，1971年。
- 沈櫻/譯，《悠遊之歌》，台北市：譯者自行出版，1972年。
- 沈櫻、司馬秀媛/譯，《車輪下》，台北市：道聲，1972年初版、1982年12版。
- 陳曉南/譯，《赫塞名作選》，台北市：志文，1972年。
- 陳雙鈞/譯，《悠遊之歌》，台南市：王家，1973年。
- 宣誠/譯，《漂泊的靈魂》，台北市：志文，1973年再版。
- 景翔/譯，《浪吟行》，台北市：林白，1973年。
- 蘇念秋/譯，《流浪者之歌》，台北市：水牛，1973年、1989年、2003年。
- 沈櫻/譯，《拉丁學生》，台北市：星光，1974年。
- 宣誠/譯，《藝術家的命運》，台北市：志文，1974年再版、1993年再版。
- 陳明誠/譯，《流浪者之歌》，台北市：國際文化，1974年。
- 蘇念秋/譯，《湖畔之夢》，台北市：晨鐘出版社，1974年3版。
- 譯者不詳，《湖畔小品》，台北市：正文書局。
- 陳曉南譯，《鄉愁》，台北市：志文出版，1971年、1974年、1979年、1980年、1983年、1988年、1994年、2001。
- 宣誠/譯，《夢網》，台北市：立苑出版社，1975年。
- 杜菁/譯，《克林索的最後夏日》，台北市：正文書局，1975年。
- 赫塞等人/撰，陳蒼多/譯，《詩人：諾貝爾獎小說選》，台北市：十大，1975年。
- 蘇念秋/譯，《徬徨少年時》，台北市：志文出版，1972年、1973年、1977年、1985年、1987年、1988年、1995年。
- 馮馮/譯，《釋達坦》，台北市：皇冠，1976年2版。
- 劉麗華/譯，《外太空來的消息》，高雄市：三信，1976年。
- 李近林/譯，《永恆的人生》，台北市：名人，1977年。
- 蕭竹/譯，《車輪下》，台北市：國家，1979年。
- 蕭竹/譯，《克林梭的最後夏日》，台北市：國家，1979年。
- 蕭竹/譯，《漂泊的靈魂》，台北市：國家，1979年。
- 蕭竹/譯，《荒野之狼》，台北市：國家出版社，1979年、1998年。
- 李映萩/譯，《讀書隨感：赫塞傑出的讀書指南》，台北市：志文，1979年、1981年。
- 宣誠/譯，《知識與愛情》，台北市：志文，1982年再版、1988年、2000年。
- 查岱山/譯，《流浪者之歌》，台北市：輔新書局，1983年再版。
- 施智璋/譯，《荒野之狼》，台北市：志文，1985年。
- 宣誠/譯，《心靈的歸宿》，台北市：志文，1974年、1985年、1991年、1995年。
- 蔡進松/譯，《東方之旅》，台北市：志文，1986年、1988年、1998年。
- 赫塞/著、鄭清文/編譯，《生活與人生》，台北市：純文學，1988年。
- 林鬱/主編，《赫塞語錄》，台北市：智慧大學出版，1989年初版、1990年再版。
- 陳順吉/譯，《最後的夏天》，台北市：金楓印行，1991年。
- 顧燕翎/譯，《赫塞語粹》，台北市：萬象，1991年。
- 宣誠/譯，《生命之歌》，台北市：志文，1984年再版、1985年3版、1994年再版。
- 宣誠/譯，《生命的樂章》，台北市：大林，1987年再版。
- 徐進夫/譯，《悉達求道記》，台北市：志文，1987年再版、1988年再版、1995年再版。
- 聯廣圖書公司編輯部/編譯，《美麗的青春》，台北市：聯廣，1989年。
- 蔡伸章/譯，《孤獨者之歌：赫塞自傳》，台北市：志文，1990年再版、1997年再版。
- 陳曉南/譯，《美麗的青春》，台北市：志文，1990年再版。
- 蘇念秋/譯，《流浪者之歌：解放的心靈》，台北市：萬象，1992年。
- 李世隆/譯，劉森堯/導讀，《荒原狼》，台北市：桂冠，1994年。
- 吳憶帆/譯，《漂泊的靈魂》，台北市：志文，1995年再版。
- 徐進夫/譯，《玻璃珠遊戲》，台北市：志文，1995年再版。
- 周姮宏/編，《流浪者之歌》，台北市：萬象，1998年。
- 林建國/譯，《輕微的喜悅》，台北市：萬象，1998年2版。
- 徐進夫/譯，《流浪者之歌》，台北市：志文，1998年重排版、2001年、2004年。
- 林秋蘭/譯，《玻璃珠遊戲》，台北市：錦繡，1999年。
- 藍瓶子文化編譯小組/編譯，《春天走出夏天來：悠遊詩人赫塞心靈小品》，台北市：藍瓶子文化，1999年。
- 程靜/譯，《流浪者之歌》，台北市：人本自然文化出版，1999年。
- 竇維儀/譯，《堤契諾之歌：散文、詩與畫》，台北市：天下文化出版，1999年。
- 沈櫻/譯，《悠遊之歌》，台北市：大地，2000年2版。
- 莊鈺芳/譯，《流浪是生命的出口：春天走出夏天來》，台北市：藍瓶子出版，2000年。
- 施智璋/譯，《荒野之狼》，台北市：志文，1998年再版、2000年再版。
- 胡洲賢/譯，《流浪者之歌》，台北市：小知堂，2000年。
- 林鬱/主編，《赫塞的智慧：赫塞語錄》，台北市：新潮社，2001年。
- 吳憶帆/譯，《車輪下》，台北市：志文，2002年新版。
- 方達仁/譯，《荒野之狼》，台北市：人本自然文化，2000年。
- 陳明哲/譯，《園圃之樂》，台北市：天下遠見，2001年。
- 李淑貞/編譯，《流浪者之歌》，台北市：經典文庫出版，2002年。
- 高子涵/譯，《流浪者之歌》，台北縣中和市：華文網出版，2002年。
- 林鬱/主編，《赫塞格言集》，台北市：智慧大學出版，2005年。
- 林倩葦/譯，《徬徨少年時》，台北市：遠流，2008年。
- 柯麗芬/譯，《鄉愁》，台北市：遠流，2008年。
- 林郁/編著，《赫塞語錄》，雅典娜書坊，2009年。

### 簡體本
- 《輪下(德文版)》，外語教學與研究出版社，1997年。
- 《黑塞詩選》(德漢對照)，外語教學與研究出版社，2007年。
- 《黑塞文集：在輪下》，上海譯文出版社，2007年。
- 《黑塞文集：玻璃球遊戲》，上海譯文出版社，2007年。
- 《黑塞文集：荒原浪》，上海譯文出版社，2007年。
- 《黑塞文集：婚約-中短篇小說選》，上海譯文出版社，2007年。
- 《黑塞文集：納爾齊斯與歌爾德蒙》，上海譯文出版社，2007年。
- 《黑塞文集：堤契諾之歌-散文、詩與畫》，上海譯文出版社，2007年。
- 《園圃之樂》，人民文學出版社，2008年。
- 《譯文‧名著文庫：荒原狼》，上海譯文出版社，2008年。
- 《德米安：埃米爾‧辛克萊的彷徨少年時》，上海人民出版社，2009年。
- 《悉達多》，上海人民出版社，2009年。
- 《蓋特露德》，上海人民出版社，2009年。
- 《羅斯哈爾德》，上海人民出版社，2009年。
- 李双志 译，《荒原狼》，人民文学出版社，2013年。
- 张佩芬 译，《玻璃球游戏》，上海文艺出版社，2014年。
- 姜乙 译，《悉达多：一首印度的诗》，天津人民出版社，2017年。
- 姜乙 译，《德米安：埃米尔·辛克莱年少时的故事》，天津人民出版社，2020年。
- 竇維儀 译，《我走入寧靜蔚藍的日子》，廣東人民出版社，2024年。

## 相關書籍
- 張佩芬/著，《黑塞研究》，上海外語教育出版社，2006年。
- 王濱濱，《西方名人畫傳叢書—黑塞傳》，華東師範大學出版社，2007年。
- 米歇爾斯(德國人)/著，《黑塞畫傳》，上海人民出版社，2008年。
- 張弘，《黑塞與東西方文化的整合》，華東師範大學出版社，2010年。
- 林郁編，《大師的叮嚀：赫爾曼─黑塞如是說》，二十一世紀出版社，2010年。

## 外部連結
- 诺贝尔官方网站赫尔曼·黑塞自传 （页面存档备份，存于）